# 帝國益聞社
帝國益聞社（日语：ていこくえきぶんしゃ）是大韓帝國時期存在的一個皇帝直屬情報機關。也常簡稱為益聞社。

## 歷史
大韓帝國皇帝高宗於1902年設立帝國益聞社。當時，大韓帝國正面臨內憂外患，內部有大院君派與閔妃派的爭鬥，外部則受到大日本帝國、清朝、以及俄羅斯帝國的威脅。
為了突破這種局勢並收集必要情報，便設立了帝國益聞社。該機關於1909年解散。

## 活動
表面上是以通訊社名義運作，總部設於首爾。在長官（督理）之下有三名官員（司務、司記、司信）負責分析等事務，另有61名情報人員以「記者」身分從事以下活動：
- 常設通信員（負責首爾及地方行政機關）：16人
- 普通通信員（負責首爾）：15人
- 特別通信員（負責外國公館、日本的軍事及港灣設施）：21人
- 海外通信員（負責海外事務，除調查海外政策外，亦調查逃犯）：共9人，分布於東京、上海各2人，大阪、長崎、北京、烏拉迪沃斯托克、綏芬河各1人

此外，還設有「臨時通信員」，可依照情勢派遣至各地。海外情報分為72個類別，其中與日本相關的分類特別詳細，共有16個部門。調查範圍廣泛，涵蓋日本軍動向、日本警察、政治人物、黑社會等。
目前尚未發現明確記載帝國益聞社具體活動的文獻，但該機關確實曾出版報紙及書籍，並推測參與乙巳條約無效化行動。另有一說指出，該社曾實施安重根救援行動。首爾大學名譽教授李泰鎮推測，伊藤博文暗殺事件翌年駐烏拉迪沃斯托克的日本總領事向當時外務大臣小村壽太郎報告的一份機密文件中，為爭取將安重根的管轄權由日本移交給俄國法庭而奔走的密使，即為益聞社成員之一。
益聞社的設置宗旨、活動範圍及組織體制等內容曾被整理成一本名為《帝國益聞社秘報章程》的書籍。據稱每日會向皇帝直接呈報，封裝報告書的信封上貼有寫著「聖聽補佐」字樣的封條。為保守機密，使用了稱為「科學秘寫法」的特殊化學藥劑與專屬解密方式進行保密報告。
資金來源來自各省廳提出的月度預算，並建立了穩定且持續的財政支援體系。

## 描述帝國益聞社的作品
- 姜東洙《帝國益聞社》
- 音樂劇《英雄》——劇本：韓雅凜，導演：尹浩鎮

## 外部連結
- 國家情報院（英文）
- 朝鮮日報〈高宗為營救安重根派遣密使（上）〉
- 朝鮮日報〈高宗為營救安重根派遣密使（下）〉
- 聯合新聞〈高宗皇帝運營偽裝為通訊社的情報機構〉（韓文）
- 聯合新聞〈高宗設立秘密情報機構的理由是？〉（韓文）